# Nermed
Nermed (chorw. Neremić) – wieś w Rumunii, w okręgu Caraș-Severin, w gminie Carașova. W 2011 roku liczyła 535 mieszkańców. 